# Église finnoise de Saint-Pétersbourg
L’église Sainte-Marie est une église luthérienne de Saint-Pétersbourg, appelée aussi église finnoise, car elle fut construite à l’origine pour la communauté finnoise de la capitale de l’Empire russe. Elle est aujourd’hui la cathédrale du diocèse de l’Église évangélique luthérienne d'Ingrie. 

## Histoire
L’impératrice Anne fait don d'un terrain près de la perspective Nevski en 1734 à la communauté luthérienne qui construit une église en bois dédiée à sainte Anne. Les Suédois construisent leur propre église en 1745 (l’église Sainte-Catherine) et les fidèles finnois restent dans les lieux.
Une école en dépendait ainsi que deux foyers pour nécessiteux. L’église actuelle est construite en 1805 par l’architecte  en, avec un fronton à la grecque et réaménagée par Andersson en 1871.
La communauté de fidèles s’élevait à 17 000 membres à la veille de la révolution. Le grand-duché de Finlande appartenait alors à la Russie impériale. 
L’église est nationalisée en 1938 en même temps que l’église allemande et transformée en logements, puis en musée d’histoire naturelle en 1970.
L’édifice est rendu à l’Église luthérienne d’Ingrie en 1990, mais il faut attendre 2002 pour que l’église soit à nouveau consacrée. La cérémonie se déroule en présence de la présidente Tarja Halonen, la Finlande ayant participé au financement des travaux, et du gouverneur Vladimir Yakovlev dont la mère est d’origine ingrienne.
Le culte a lieu le dimanche à 10h30 en finnois et à 13h30 en russe.